# Иван Нинов
Иван Райков Нинов е български художник, график.

## Биография
Роден е на 19 август 1946 г. в с. Цонево. През 1966 г. завършва Художествената гимназия в София. Въпреки няколкото опита за кандидатстване в Академията, не е приет да следва, но помощ в творческото и професионалното израстване му оказва Светлин Русев.

## Творчество
Нинов работи рисунки и гравюри, изпълнени в техниките офорт, суха игла, литография. От 1969 г. участва в младежки и общи художествени изложби, а първата си самостоятелна изложба прави през 1972-73 г. Негови творби са включени в международни биеналета и представителни изложби на българското изобразително изкуство зад граница: Белград, Будапеща, Ибиса, Канагава, Краков, Лодз, Любляна, Токио, Ужице, Фредихщат, Фрехтен и др. Самостоятелни изложби в чужбина прави през 1981 и 1996 година в Прага, през 1981 и 1997 г. в Братислава, през 1991 г. в Мюнхен, през 1997 г. във Виена, „Дом Витгенщайн“.
Творби на Иван Нинов са притежание на Националната художествена галерия, Софийската градска художествена галерия, градските галерии в Бургас, Варна, Враца, Плевен, Пловдив и други, в Библиотеката на Конгреса във Вашингтон, колекция „Лудвиг“ в Кьолн, галерии в Краков, Тонио, Канагава, както и множество частни колекции.
Освен като график, Нинов се изявява и като илюстратор. Прави художественото оформление на книги като „Корените на света“ от Янис Рицос през 1977, „Нулев километър“ от Лъчезар Еленков през 1977, „Без свидетели“ от Станка Пенчева през 1980 година.

## Признание и награди
За своето творчество Нинов е лауреат на множество български и чуждестранни награди, сред които:
- първа награда от конкурс за графичен портрет, 1975,
- трета награда от конкурс за голо тяло, 1976,
- първа награда на изложбата-конкурс „Леонардо и ние“, 1979,
- награда за графика на Римската академия за чуждестранно изкуство, 1980,
- първа награда на изложбата-конкурс „Земята на Ботев“, 1981,[2]
- първа награда и сребърен плакет на Петото международно биенале на графиката във Варна, 1989,
- първа награда за отпечатък на Есенния салон в София, 1993,
- първа награда за рисунка на националната изложба на рисунките в София, 1997
- млатен медал на международната графична изложба, Стокхолм, 1997
- сребърен плакет на международното биенале на сухата игла в Ужице, 2001,[3]
- първа награда за малка графика от международната изложба в Баиа Маре, 2002.[1]
- награда на името на проф. Стоян Стоянов на 14 международно биенале на графиката във Варна, 2007